# Deeper Than Rap
Deeper Than Rap är rapparen Rick Ross tredje studioalbum. Albumet släpptes den 21 april 2009. Albumet väntades ursprungligen att ges ut den 24 mars 2009, men datumet sköts fram på grund av en fejd med rapparen 50 cent. Albumet släpptes på Rick Ross eget skivbolag, Maybach Music Group, till skillnad från hans tidigare album som getts ut genom Slip-n-Slide Records. Gäster på albumet är i ingen speciell ordning: T-Pain, Kanye West, Nas, Magazeen, The-Dream, John Legend, Kanye West, Robin Thicke, Mary J. Blige, Foxy Brown, Gunplay, Ne-Yo, Lil Wayne, Trina, Masspike Miles, samt Avery Storm.

## Försäljning
Albumet sålde relativt dåligt första veckan i jämförelse med hans andra album Trilla. Albumet sålde ungefär 158 000 ex den första veckan. Albumet Trilla sålde 198 000 ex första veckan efter dess utgivning.

## Singlar
Sent under januari 2009, släpptes låten "Mafia Music"; på vilken Ross dissar 50 cent. Låten släpptes som promosingel 17 februari 2009. Den första officiella singeln från albumet blev "Magnificent", som John Legend gästar på. Låten släpptes som singel 24 februari 2009. Övriga låtar som släpptes som singlar är: "Mafia Music", "All I Really Want", samt "Maybach Music 2". Deeper Than Rap har generellt sett fått goda omdömen.

## Låtlista
| Nr | Titel               | Producent(er)                | Gäst(er)                       | Längd |
| -- | ------------------- | ---------------------------- | ------------------------------ | ----- |
| 1  | "Mafia Music"       | The Inkredibles              |                                | 4:16  |
| 2  | "Maybach Music 2"   | J.U.S.T.I.C.E. League        | T-Pain, Lil Wayne & Kanye West | 4:59  |
| 3  | "Magnificent"       | J.U.S.T.I.C.E. League        | John Legend                    | 4:17  |
| 4  | "Yacht Club"        | J.U.S.T.I.C.E. League        | Magazeen                       | 5:14  |
| 5  | "Usual Suspects"    | The Inkredibles              | Nas                            | 5:14  |
| 6  | "All I Really Want" | Christopher "Tricky" Stewart | The-Dream                      | 4:16  |
| 7  | "Rich Off Cocaine"  | J.U.S.T.I.C.E. League        | Avery Storm                    | 4:25  |
| 8  | "Lay Back"          | The Runners                  | Robin Thicke                   | 4:02  |
| 9  | "Murda Mami"        | Bigg D                       | Foxy Brown                     | 3:34  |
| 10 | "Gunplay"           | The Inkredibles              | Gunplay                        | 3:34  |
| 11 | "Bossy Lady"        | The Runners                  | Ne-Yo                          | 3:53  |
| 12 | "Face"              | Drumma Boy                   | Trina                          | 3:14  |
| 13 | "Valley of Death"   | DJ Toomp                     |                                | 3:54  |
| 14 | "In Cold Blood"     | The Runners                  |                                | 3:05  |
| *  | "Cigar Music"       | Bink!                        | Masspike Miles                 | 4:05  |